# Charlotte de Witte
Charlotte de Witte (Gent, 21 juli 1992), vroeger bekend als Raving George, is een Belgische dj en muziekproducent. Anno 2025 is ze een van de bekendste Belgische techno-dj's.

## Biografie
Charlotte de Witte werd geboren op 21 juli 1992 in het Belgische Gent. Het was tijdens haar middelbareschoolperiode dat ze in aanraking kwam met elektronische muziek. In die tijd begon ze ook met VirtualDJ plaatjes aan elkaar te mixen – eerst voor zichzelf, maar later ook op Myspace. Ze zocht contact met vele discotheken om daar te mogen draaien, maar in het jeugdhuis van Evergem draaide zij op 17-jarige leeftijd haar eerste set. Ze besloot de artiestennaam "Raving George" te gebruiken, omdat deze naam verhulde dat ze een meisje was. Ze wilde namelijk niet beoordeeld worden op haar uiterlijk, maar op haar dj-vaardigheden. De Witte begon met het draaien van voornamelijk electro en werd geïnspireerd door de muziek van The Bloody Beetroots, Brodinski en Crookers.
Tijdens haar eerste set moest ze werken op andere apparatuur dan waar ze mee geoefend had, haar originele apparatuur bleek niet te werken. Na een scooterongeluk had de verzekering haar schade aanzienlijk vergoed, wat haar de kans gaf om betere apparatuur te kopen van Pioneer, dezelfde als die in de clubs gebruikt wordt. Hiermee leerde ze draaien en het vormde de start van haar professionele carrière.

## Persoonlijk leven
De Witte is getrouwd met Enrico Sangiuliano. Hun samenwerking breidde zich ook muzikaal uit: in 2021 brachten ze samen een remix uit van "The Age of Love", die een grote hit werd, de eerste plaats bereikte in de Beatport techno‑chart van dat jaar en in 2022 een gouden plaat ontving (meer dan 500.000 verkochte eenheden). Charlotte deelt zelden iets over haar persoonlijke leven — ze koos er bewust voor alleen hoogtepunten te communiceren, zoals jubilea of bijzondere momenten, via haar sociale media en interviews.

## Carrière
In 2011 won Charlotte de Witte de Tomorrowland DJ Contest, uitgevaardigd door Red Bull Elektropedia, Studio Brussel en vi.be in het Studio Brussel-programma Switch. Hierdoor mocht ze in 2011 de Main Stage van Tomorrowland openen. Dit was een grote prestatie in haar carrière en leverde haar veel bekendheid op. Door de jaren heen begon De Witte meer en meer techno te spelen en minder electro. Ook begon ze met het produceren van haar eigen muziek. Haar eerste ep Obverse kwam uit in 2013 en omvatte 2 eigen nummers en 3 remixes. In de periode tot 2019 stond De Witte onder de naam Raving George meerdere malen op I Love Techno, Tomorrowland (5x), Pukkelpop (6x) en Laundry Day. Ook is ze resident-DJ bij Studio Brussel in het programma Playground.
Begin 2015 bracht ze haar tweede ep Slaves / Alternate uit en kondigde ze aan KNTXT te gaan organiseren. Dit was een technofeestje in de Brusselse technoclub Fuse waar onder andere Sam Paganini draaide. Ze werd bekend bij het grote publiek door samen met Oscar and the Wolf het nummer You're Mine uit te brengen, al lag dit verder verwijderd van het genre dat ze draaide.
In 2019 werd ze voor een jaar aangetrokken als dj voor het Britse BBC Radio 1.
Op 30 juli 2022 was De Witte de eerste vrouwelijke DJ die de main stage op Tomorrowland afsloot.
Op zaterdag 19 juli 2025 was Charlotte de Witte de eerste artiest ooit die op dezelfde dag zowel de Mainstage van Tomorrowland opende als afsloot.

### Verandering van artiestennaam
In oktober 2015 maakte Raving George bekend dat ze voortaan zou optreden onder haar echte naam, Charlotte de Witte. Ze vond dat ze een goede reputatie opgebouwd had en er geen reden meer was om haar geslacht te verhullen met haar artiestennaam. Eind 2015 kwam haar derde ep Weltschmerz uit. Dit was haar eerste ep die onder de naam Charlotte de Witte uitkwam, en niet langer Raving George.

## Muziekstijl
Waar ze vroeger electro draaide, maakt ze sinds 2015 duistere techno.
“Ik maak melancholische, harde en donkere muziek. Ik vind schoonheid in muziek die kaal en afgestroopt is. Less is more. Zware en weemoedige muziek zet mij gewoon meer aan het denken dan happy pop.”

## Discografie

### DJ-mixes
- Turbo Promo DJ Mix (2016)
- Connection (2017)
- Groove Podcast 163 (2018)
- SonneMondSterne XXII (2018, met Markus Kavka)

### Extended plays (EP's)
- Monodon Monoceros (2013; als Raving George)
- Obverse EP (2013; als Raving George)
- Slaves / Alternate (2013; als Raving George)
- Weltschmerz (2015)
- Trip (2016)
- Sehnsucht (2016)
- Actually (2016)
- Brussels (2017)
- Voices of the Ancient (2017)
- Closer (2017)
- Our Journey (2017)
- Wisdom (2017)
- Heart of Mine (2018)
- The Healer (2018)
- Liquid Slow (2019; met Chris Liebing)
- Pressure (2019)
- Selected (2019)
- Vision (2020)
- Return to Nowhere (2020)
- Rave on Time (2020)
- Formula (2021)
- Asura (2021)
- Universal Consciousness (2022)
- Apollo (2022)
- Reflection (2023; met Enrico Sangiuliano)
- Overdrive (2023)
- Power of Thought (2023)
- Sanctum (2024; met Marion Di Napoli)
- One Mind (2025; met Amelie Lens)

### Singles
- "You're Mine" (2015; featuring Oscar and the Wolf; als Raving George)
- "The Age of Love" (2021; featuring Enrico Sangiuliano)
- "High Street" (2023)
- "Roar" (2024)
- "How You Move" (2024)
- "The Realm" (2025)
- "No Division" (2025; featuring XSALT)

### Remixes
- Jerome Isma‑Ae – "Hold That Sucker Down" (Trance & Rave remix) (2020)
- Bob Moses & Zhu – "Desire" (Charlotte de Witte Remix) (2020)
- Universal Nation – "Push" (2024; Charlotte de Witte remix)

- International Standard Name Identifier: 0000 0004 6301 1495
- Library of Congress Control Number: n2022046877
- MusicBrainz: 1de4e373-e597-4087-bf3d-256ec597749e
- Virtual International Authority File: 5166290076400461065